# رقروق سوري
الرقروق السوري (باللاتينية: Helianthemum syriacum) نوع نباتي يتبع جنس الرقروق من الفصيلة القريضية.

## الموئل والانتشار
النبات واطن في بلاد الشام.

## مرادفات للاسم العلمي
- (باللاتينية: Cistus syriacus Jacq.)
- (باللاتينية: Cistus umbellatus subsp. libani Demoly)
- (باللاتينية: Halimium syriacum K.Koch)
- (باللاتينية: Helianthemum lavandulifolium Desf. [Illegitimate])